# Phryxe camporum
Phryxe camporum là một loài ruồi trong họ Tachinidae.